# Jane Bridgeová
Jane Bridge, (* 4. února 1960 Spojené království) je bývalá reprezentantka Spojeného království v judu.

## Sportovní kariéra
S judem začala v 10 letech v Boltonu pod vedením Ernesta Singletona. Později se přestěhovala do Londýna, kde se připravovala pod vedením Roye Inmanana. V roce 1980 získala titul mistryně světa. Sportovní kariéru ukončila v roce 1988, ale kvůli Karen Briggsové se na velké akci neobjevila od roku 1981. V letech 1993 až 1997 byla hlavní trenérkou britské ženské reprezentace.

## Výsledky
| Turnaj             | 1976            | 1977            | 1978            | 1979            | 1980            |                 |
| Turnaj             | 16              | 17              | 18              | 19              | 20              |                 |
| Turnaj             | superlehká váha | superlehká váha | superlehká váha | superlehká váha | superlehká váha | superlehká váha |
| ------------------ | --------------- | --------------- | --------------- | --------------- | --------------- | --------------- |
| Mistrovství světa  |                 |                 |                 |                 | 1.              |                 |
| Mistrovství Evropy | 1.              | —               | 1.              | úč.             | 1.              |                 |